# Constantino León
Constantino León (abweichende Schreibweise: Costantino León; * 12. April 1974) ist ein peruanischer Langstreckenläufer.
2008 nahm er bei den Olympischen Sommerspielen am Marathonlauf teil und belegte in 2:28:04 h Platz 61.
Beim Halbmarathon Asunción (Paraguay) wurde er am 2. August 2009 zusammen mit Edmundo Torres und Raul Pacheco Südamerika-Meister in der Mannschaftswertung und wurde in der Einzelwertung mit 1:04:46 h Zweiter.
Am 11. Oktober 2009 wurde er 69. bei den Halbmarathon-Weltmeisterschaften mit Magenproblemen in 1:06:06.
Seine Bestzeiten über Marathon und Halbmarathon liegen bei 2:17:41 bzw. 1:04:18 (Stand Oktober 2009).